# Juin 1841

## Événements

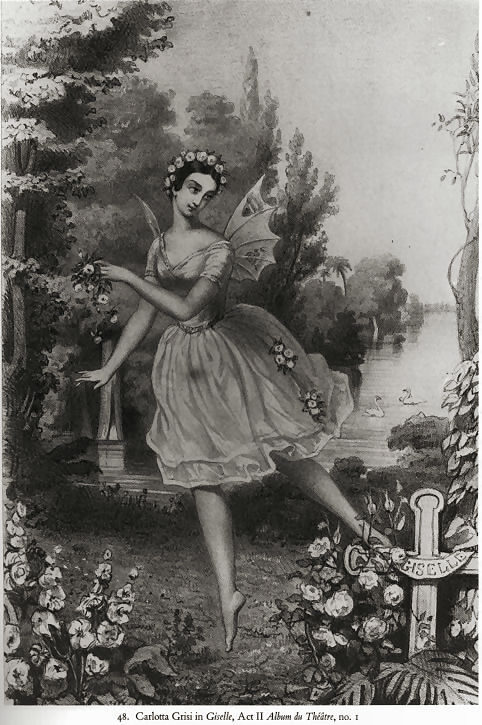
28 juin : Première de Giselle à l'Opéra de Paris, avec Carlotta Grisi dans le rôle-titre

- 2 juin, France : loi apportant de graves modifications au code de procédure civile sur la vente judiciaire des biens immeubles.

- 3 juin : Victor Hugo est reçu à l'Académie française. Son Discours est résolument politique. Narcisse-Achille de Salvandy, dans sa réponse, lui dénie toute importance politique et ne cite que ses premiers ouvrages.

- 9 juin : Baudelaire s'embarque sur le Paquebot-des-Mers-du-Sud en direction de Calcutta.

- 11 juin : Alexis de Tocqueville est de retour à Toulon.

- 13 juin, France : loi d'établissement du chemin de fer de Bordeaux à la Teste.

- 14 juin, France : loi qui modifie le code de commerce sur la responsabilité des propriétaires de navires de commerce.

- 15 juin, France : dans la Revue des deux Mondes, à propos du discours de Victor Hugo, Magnin parle d'un véritable « programme de ministère ».

- 17 juin, France : loi d'organisation de l'état-major de l'armée navale.

- 24 juin : à l'Académie française, Charles Nodier est nommé directeur et Victor Hugo chancelier.

- 25 juin, France :
  - loi sur la vente en détail des marchandises aux enchères, où à cri public;
  - loi sur la transmission des offices réglant la forme et les droits d'enregistrement des traités;
  - loi autorisant une émission de rentes 3 %, qui s'éleva à 12,810,245 francs de rente et qui a produit 450,000,000 francs.

## Décès
- 1er juin : Nicolas Appert (né en 1749), inventeur français.